# Filmjahr 1957
Liste der Filmjahre

◄◄ | ◄ | 1953 | 1954 | 1955 | 1956 | Filmjahr 1957 | 1958 | 1959 | 1960 | 1961 | ► | ►►

Weitere Ereignisse

## Ereignisse
- 15. Januar: In Japan hat Akira Kurosawas auf Shakespeares Macbeth basierender Film Kumonosu-jō (Das Schloss im Spinnwebwald) Premiere.
- 08. März: Wolfgang Staudtes DEFA-Spielfilm Der Untertan nach dem gleichnamigen Roman von Heinrich Mann mit Werner Peters in der Hauptrolle läuft in München in einer gekürzten Version an.
- 01. April: Das BBC-Fernsehmagazin Panorama strahlt als Aprilscherz die Mockumentary Spaghetti Harvest über die Spaghetti-Ernte im Schweizer Tessin aus.
- 13. April: Sidney Lumets Spielfilm 12 Angry Men (Die zwölf Geschworenen) nach dem Buch von Reginald Rose mit Henry Fonda als Geschworener Nr. 8 hat seine Uraufführung in den Vereinigten Staaten. Der Film wird zwar von der Kritik hoch gelobt und vielfach ausgezeichnet, findet jedoch wenig Zuspruch beim Kinopublikum.
- Die Jugendzeitschrift BRAVO verleiht zum ersten Mal den Leserpreis BRAVO Otto. In der Kategorie männlicher Filmstar gewinnt den Preis in Gold James Dean, Silber Horst Buchholz, Bronze Burt Lancaster. Bei den weiblichen Filmstars gewinnt Maria Schell vor Gina Lollobrigida und Romy Schneider.

## Erfolgreichste Filme

### Top 10 in Deutschland
Die zehn erfolgreichsten Filme an den deutschen Kinokassen nach Besucherzahlen:
| Platz | Filmtitel                              | Besucher  |
| ----- | -------------------------------------- | --------- |
| 1.    | Haie und kleine Fische                 | 9.755.000 |
| 2.    | Sissi – Schicksalsjahre einer Kaiserin | 9.150.000 |
| 3.    | Weißer Holunder                        | 9.085.000 |
| 4.    | Nachts im Grünen Kakadu                | 8.741.000 |
| 5.    | Einer kam durch                        | 8.400.000 |
| 6.    | Das einfache Mädchen                   | 7.748.000 |
| 7.    | Immer wenn der Tag beginnt             | 7.456.000 |
| 8.    | Panzerschiff Graf Spee                 | 7.348.000 |
| 9.    | Der Stern von Afrika                   | 7.208.000 |
| 10.   | Heimweh … dort, wo die Blumen blühn    | 7.097.000 |

### Top 10 in den USA
Die zehn erfolgreichsten Filme an den US-amerikanischen Kinokassen nach Einspielergebnis.
| Platz | Filmtitel                        | Einspielergebnis in US-Dollar | Quelle |
| ----- | -------------------------------- | ----------------------------- | ------ |
| 1.    | Die Brücke am Kwai               | 15.000.000                    | [ 2 ]  |
| 2.    | Glut unter der Asche             | 11.000.000                    | [ 2 ]  |
| 3.    | Sayonara                         | 10.500.000                    | [ 2 ]  |
| 4.    | Auf der Suche nach dem Paradies  | 6.500.000                     | [ 2 ]  |
| 5.    | Sein Freund Jello                | 5.900.000                     | [ 2 ]  |
| 6.    | Das Land des Regenbaums          | 5.830.000                     | [ 3 ]  |
| 7.    | Heiße Erde In einem anderen Land | 5.000.000                     | [ 4 ]  |
| 8.    | Pal Joey                         | 4.700.000                     | [ 4 ]  |
| 9.    | Zwei rechnen ab                  | 4.300.000                     | [ 4 ]  |
| 10.   | Geh nicht zu nah ans Wasser      | 4.265.000                     | [ 3 ]  |

### In anderen Staaten
| Land                   | Filmtitel                                                                        | Besucher    | Quelle |
| ---------------------- | -------------------------------------------------------------------------------- | ----------- | ------ |
| Frankreich             | Die Brücke am Kwai                                                               | 13.481.750  | [ 5 ]  |
| Indien                 | Mother India                                                                     | 100.000.000 | [ 6 ]  |
| Italien                | Die zehn Gebote                                                                  | 16.800.000  | [ 7 ]  |
| Japan                  | Meiji tennô to nichiro daisenso (Emperor Meiji and the Great Russo-Japanese War) | 20.000.000  | [ 8 ]  |
| Sowjetunion            | Die Schwestern                                                                   | 42.500.000  | [ 9 ]  |
| Vereinigtes Königreich | Die Brücke am Kwai                                                               | 12.600.000  | [ 10 ] |

## Filmpreise

### Golden Globe Award
Am 28. Februar werden im Cocoanut Grove in Los Angeles die Golden Globe verliehen.
- Bestes Drama: In 80 Tagen um die Welt von Michael Joseph Anderson
- Bestes Musical: Der König und ich von Walter Lang
- Bester Schauspieler (Drama): Kirk Douglas in Vincent van Gogh – Ein Leben in Leidenschaft
- Beste Schauspielerin (Drama): Ingrid Bergman in Anastasia
- Bester Schauspieler (Musical/Komödie): Cantinflas in In 80 Tagen um die Welt
- Beste Schauspielerin (Musical/Komödie): Deborah Kerr in Der König und ich
- Bester Nebendarsteller: Earl Holliman in Der Regenmacher
- Beste Nebendarstellerin: Eileen Heckart in Böse Saat
- Bester Regisseur: Elia Kazan für Baby Doll
- Cecil B. DeMille Award: Mervyn LeRoy

### Academy Awards
Die Oscarverleihung findet am 27. März im RKO Pantages Theatre in Los Angeles statt. Moderator ist Jerry Lewis. In diesem Jahr wird zum ersten Mal ein regulärer Oscar in der Kategorie bester fremdsprachiger Film vergeben.
- Bester Film: In 80 Tagen um die Welt von Michael Joseph Anderson
- Bester Hauptdarsteller: Yul Brynner in Der König und ich
- Beste Hauptdarstellerin: Ingrid Bergman in Anastasia
- Bester Regisseur: George Stevens für Giganten
- Bester Nebendarsteller: Anthony Quinn in Vincent van Gogh – Ein Leben in Leidenschaft für seine Darstellung des Paul Gauguin
- Beste Nebendarstellerin: Dorothy Malone in In den Wind geschrieben
- Bester fremdsprachiger Film: La Strada – Das Lied der Straße von Federico Fellini

Vollständige Liste der Preisträger

### Internationale Filmfestspiele von Cannes 1957
Das Festival in Cannes findet vom 2. Mai bis zum 17. Mai statt. Die Jury unter Präsident André Maurois wählt folgende Preisträger aus:
- Goldene Palme: Lockende Versuchung von William Wyler
- Bester Schauspieler: John Kitzmiller in Das Tal des Friedens
- Beste Schauspielerin: Giulietta Masina in Die Nächte der Cabiria
- Bester Regisseur: Robert Bresson für Ein zum Tode Verurteilter ist entflohen
- Jury Spezialpreis: Der Kanal von Andrzej Wajda und Das siebente Siegel von Ingmar Bergman

### Internationale Filmfestspiele Berlin 1957
Das Festival in Berlin gibt es seit 1951. In diesem Jahr steigt es auf in die Riege der A-Festivals. Das Festival findet vom 21. Juni bis zum 2. Juli statt. Eine internationale Jury wählt die Preisträger aus:
- Goldener Bär: Die zwölf Geschworenen von Sidney Lumet
- Bester Schauspieler: Pedro Infante in Tizoc
- Beste Schauspielerin: Yvonne Mitchell in Die Frau im Morgenrock
- Bester Regisseur: Mario Monicelli für Padri i figli
- Beste Musik: Ravi Shankar für Kabuliwala

### Filmfestspiele von Venedig
Das Festival in Venedig findet vom 25. August bis zum 8. September statt. Die Jury unter Präsident René Clair wählt folgende Preisträger aus:
- Goldener Löwe: Apus Weg ins Leben: Der Unbesiegbare von Satyajit Ray
- Silberner Löwe: Weiße Nächte von Luchino Visconti
- Bester Schauspieler: Anthony Franciosa in Giftiger Schnee
- Beste Schauspielerin: Dsidra Ritenbergs in Malwa

### Deutscher Filmpreis
- Bester Film: Der Hauptmann von Köpenick
- Beste Regie: Helmut Käutner für Der Hauptmann von Köpenick
- Beste Hauptdarstellerin: Lilli Palmer für Anastasia, die letzte Zarentochter
- Bester Hauptdarsteller: Heinz Rühmann für Der Hauptmann von Köpenick
- Bester Nebendarsteller: Hannes Messemer für Rose Bernd

### British Film Academy Award
- Bester Film: Gervaise von René Clément
- Bester britischer Darsteller: Peter Finch für Marsch durch die Hölle
- Bester ausländischer Darsteller: François Périer für Gervaise
- Beste britische Darstellerin: Virginia McKenna für Marsch durch die Hölle
- Beste ausländische Darstellerin: Anna Magnani für Die tätowierte Rose

### Étoile de Cristal
- Bester Film: Ein zum Tode Verurteilter ist entflohen von Robert Bresson
- Bester Darsteller: Bourvil in Zwei Mann, ein Schwein und die Nacht von Paris
- Beste Darstellerin: Maria Casarès in Le théâtre national populaire
- Bester ausländischer Film: Sehnsucht von Luchino Visconti
- Bester ausländischer Darsteller: Henry Fonda in Krieg und Frieden
- Beste ausländische Darstellerin: Alida Valli in Sehnsucht

### New York Film Critics Circle Award
- Bester Film: Die Brücke am Kwai von David Lean
- Beste Regie: David Lean für Die Brücke am Kwai
- Bester Hauptdarsteller: Alec Guinness in Die Brücke am Kwai
- Beste Hauptdarstellerin: Deborah Kerr in Der Seemann und die Nonne
- Bester ausländischer Film: Gervaise von René Clément

### National Board of Review
- Bester Film: Die Brücke am Kwai von David Lean
- Beste Regie: David Lean für Die Brücke am Kwai
- Bester Hauptdarsteller: Alec Guinness in Die Brücke am Kwai
- Beste Hauptdarstellerin: Joanne Woodward in Eva mit den drei Gesichtern und Fenster ohne Vorhang
- Bester Nebendarsteller: Sessue Hayakawa in Die Brücke am Kwai
- Beste Nebendarstellerin: Sybil Thorndike in Der Prinz und die Tänzerin
- Bester fremdsprachiger Film: Das Wort von Carl Theodor Dreyer

### Weitere Filmpreise und Auszeichnungen
- Deutscher Kritikerpreis: Ottomar Domnick
- Directors Guild of America Award: George Stevens für Giganten, King Vidor und Donald Crisp (jeweils Preise für ihr Lebenswerk)
- Ernst-Lubitsch-Preis: Kurt Hoffmann für die Regie zu Bekenntnisse des Hochstaplers Felix Krull
- Internationales Filmfestival Karlovy Vary: Unter dem Mantel der Nacht von Amit Moitra und Sombhu Mitra
- Louis-Delluc-Preis: Fahrstuhl zum Schafott von Louis Malle
- Nastro d’Argento: Das rote Signal von Pietro Germi und Moby Dick von John Huston
- Photoplay Award: Die große Liebe meines Lebens von Leo McCarey (Bester Film), Rock Hudson (populärster männlicher Star), Deborah Kerr (populärster weiblicher Star)
- Preis der deutschen Filmkritik: Endstation Liebe von Georg Tressler
- Festival Internacional de Cine de Donostia-San Sebastián: Großmutter Sabella von Dino Risi (Goldene Muschel)
- Writers Guild of America Award: Der König und ich (Bestes Musical), Lockende Versuchung (Bestes Drama), In 80 Tagen um die Welt (Beste Komödie), Charles Brackett und Billy Wilder (Lebenswerk)

## Geburtstage

### Januar bis März
Januar

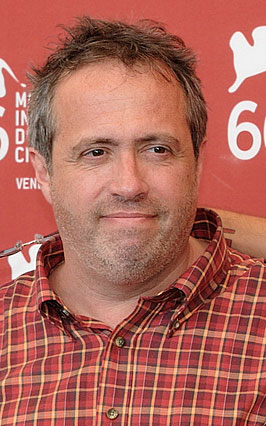
Jaco Van Dormael (* 9. Februar)

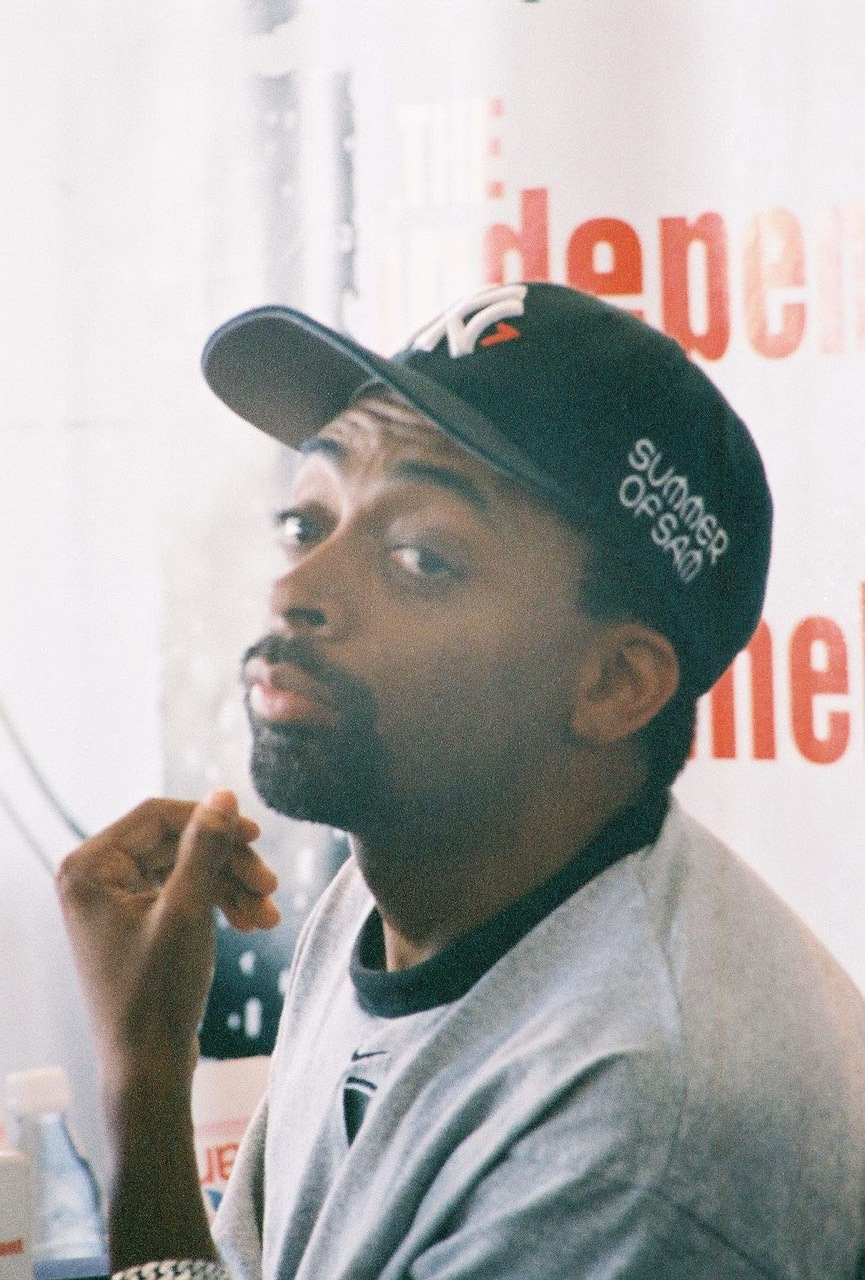
Spike Lee (* 20. März)

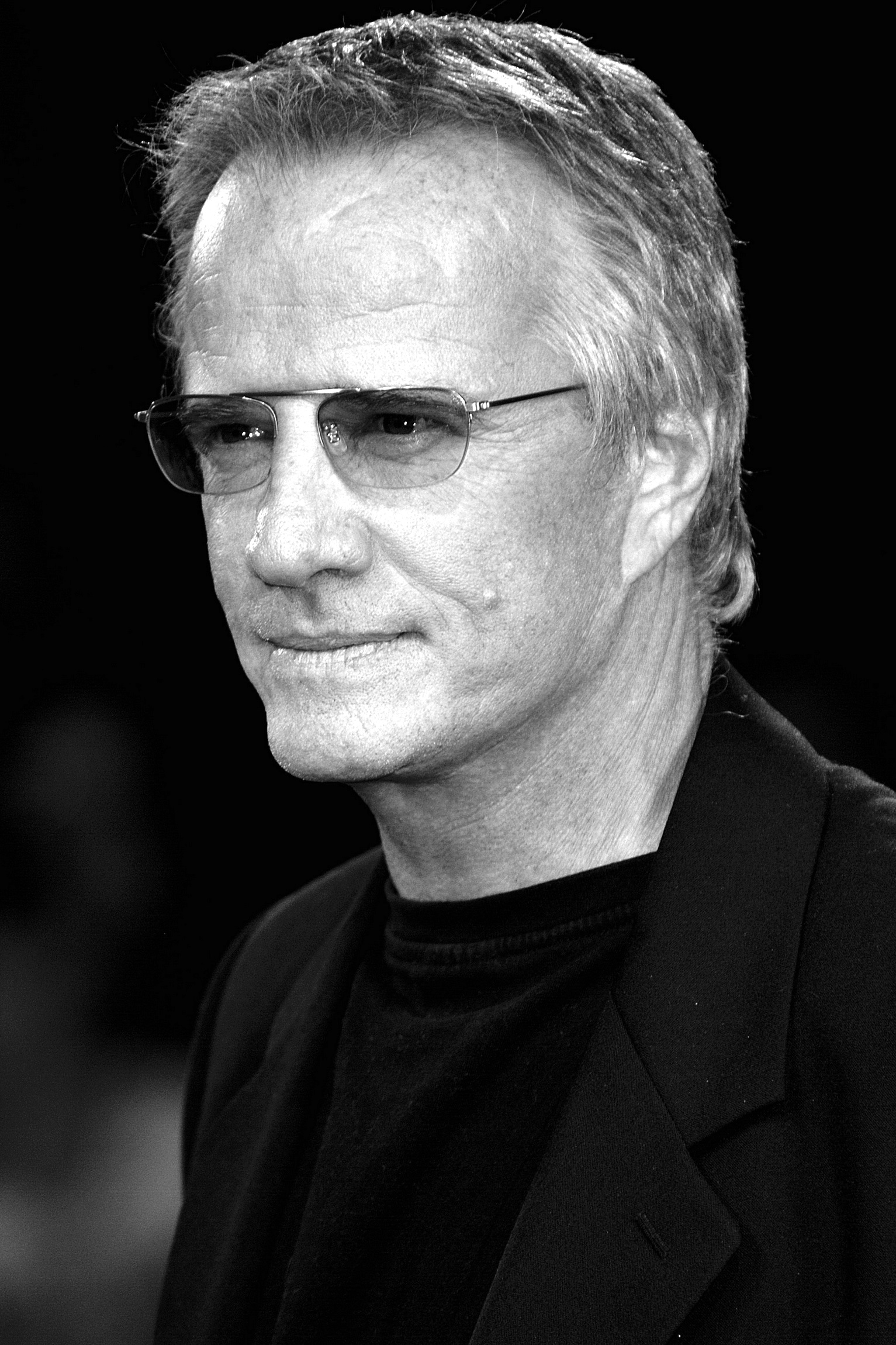
Christopher Lambert (* 29. März)

- 01. Januar: Jennifer Edwards, US-amerikanische Schauspielerin
- 01. Januar: Luis Guzmán, US-amerikanischer Schauspieler
- 01. Januar: Madolyn Smith Osborne, US-amerikanische Schauspielerin
- 02. Januar: Joanna Pacuła, polnische Schauspielerin
- 11. Januar: Maria Rosaria Omaggio, italienische Schauspielerin und Autorin († 2024)
- 12. Januar: John Lasseter, US-amerikanischer Trickfilmregisseur und Produzent
- 15. Januar: Mario van Peebles, US-amerikanischer Schauspieler und Regisseur
- 25. Januar: Jenifer Lewis, US-amerikanische Schauspielerin
- 28. Januar: Harley Jane Kozak, US-amerikanische Schauspielerin
- 28. Januar: Mirjana Karanović, serbische Schauspielerin

Februar
- 01. Februar: Cylk Cozart, US-amerikanischer Schauspieler
- 06. Februar: Kathy Najimy, US-amerikanische Schauspielerin
- 09. Februar: Jaco Van Dormael, belgischer Regisseur
- 10. Februar: Briony McRoberts, britische Schauspielerin († 2013)
- 13. Februar: Karl Künstler, österreichischer Schauspieler († 2022)
- 16. Februar: LeVar Burton, US-amerikanischer Schauspieler
- 19. Februar: Ray Winstone, britischer Schauspieler
- 20. Februar: Martha Lavey, US-amerikanische Schauspielerin († 2017)
- 21. Februar: Stijn Coninx, belgischer Regisseur
- 22. Februar: Luca Bercovici, US-amerikanischer Schauspieler
- 27. Februar: Timothy Spall, britischer Schauspieler

März
- 02. März: Heinrich Schafmeister, deutscher Schauspieler
- 02. März: Dito Tsintsadze, georgischer Regisseur und Drehbuchautor
- 08. März: Cynthia Rothrock, US-amerikanische Schauspielerin
- 09. März: Mark Mancina, US-amerikanischer Komponist
- 14. März: Faith Minton, US-amerikanische Schauspielerin
- 15. März: Joaquim de Almeida, portugiesisch-amerikanischer Schauspieler
- 15. März: Christopher Murray, US-amerikanischer Schauspieler
- 15. März: Park Overall, US-amerikanische Schauspielerin
- 15. März: Sergio Stivaletti, italienischer Maskenbildner
- 17. März: Richard Kwietniowski, britischer Regisseur
- 17. März: Laurene Landon, US-amerikanische Schauspielerin
- 20. März: Vanessa Bell Calloway, US-amerikanische Schauspielerin
- 20. März: Spike Lee, US-amerikanischer Regisseur
- 20. März: Theresa Russell, US-amerikanische Schauspielerin
- 20. März: Chris Wedge, US-amerikanischer Trickfilmregisseur
- 21. März: Haydn Gwynne, britische Schauspielerin († 2023)
- 23. März: Amanda Plummer, US-amerikanische Schauspielerin
- 24. März: Sophie Barjac, belgische Schauspielerin
- 24. März: László I. Kish, schweizerischer Schauspieler, Regisseur und Autor
- 26. März: Aktan Abdykalykow, kirgisischer Regisseur
- 26. März: Oliver Hirschbiegel, deutscher Regisseur
- 29. März: Christopher Lambert, US-amerikanischer Schauspieler
- 30. März: Michael Lehmann, US-amerikanischer Regisseur
- 30. März: Paul Reiser, US-amerikanischer Schauspieler
- 30. März: Mona Seefried, österreichische Schauspielerin
- 31. März: Marc McClure, US-amerikanischer Schauspieler

### April bis Juni
April

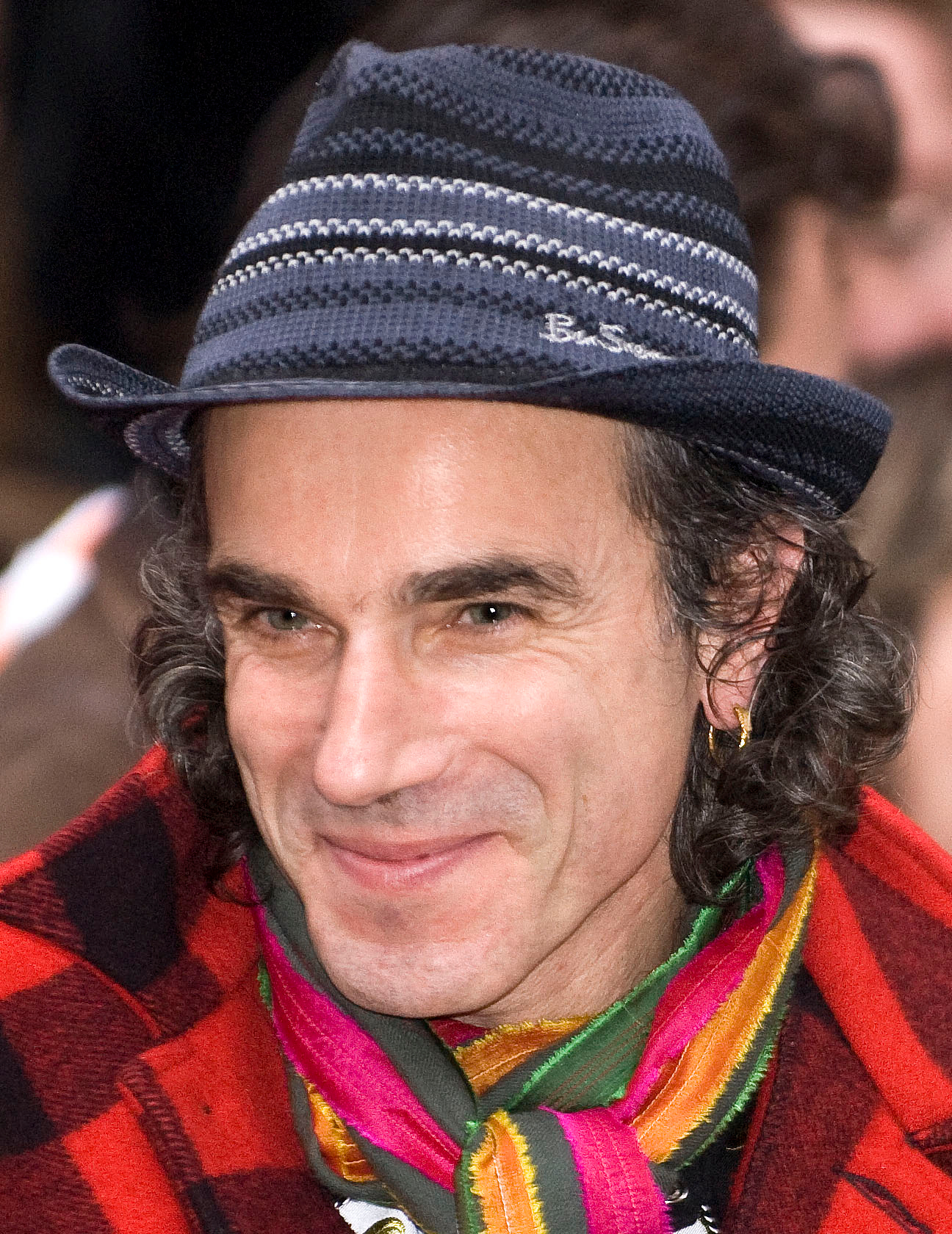
Daniel Day-Lewis (* 29. April)

- 04. April: Aki Kaurismäki, finnischer Regisseur
- 14. April: Lothaire Bluteau, kanadischer Schauspieler
- 17. April: Nick Hornby, britischer Schriftsteller
- 23. April: Dominique Horwitz, deutscher Schauspieler
- 29. April: Daniel Day-Lewis, britischer Schauspieler

Mai
- 05. Mai: Peter Howitt, britischer Regisseur und Schauspieler
- 09. Mai: Paolo Barzman, französisch-amerikanischer Regisseur
- 13. Mai: Alan Ball, US-amerikanischer Drehbuchautor
- 21. Mai: Judge Reinhold, US-amerikanischer Schauspieler
- 21. Mai: Renée Soutendijk, niederländische Schauspielerin
- 26. Mai: Margaret Colin, US-amerikanische Schauspielerin
- 28. Mai: Leah Ayres, US-amerikanische Schauspielerin
- 29. Mai: Ted Levine, US-amerikanischer Schauspieler
- 29. Mai: Mohsen Makhmalbaf, iranischer Regisseur
- 31. Mai: Gabriel Barylli, österreichischer Schauspieler
- 31. Mai: Kyle Secor, US-amerikanischer Schauspieler

Juni
- 09. Juni: Tobias Meister, deutscher Schauspieler, Synchronsprecher und Dialogbuchautor
- 14. Juni: Bradley J. Anderson, US-amerikanischer Kostümbildner († 2000)
- 14. Juni: Jay Roach, US-amerikanischer Regisseur und Produzent
- 17. Juni: Joachim Król, deutscher Schauspieler
- 19. Juni: Karl Walter Lindenlaub, deutscher Kameramann
- 23. Juni: Frances McDormand, US-amerikanische Schauspielerin
- 26. Juni: Jan Schütte, deutscher Regisseur
- 28. Juni: Bea Fiedler, deutsche Schauspielerin und ehemaliges Fotomodell
- 29. Juni: María Conchita Alonso, US-amerikanische Schauspielerin

### Juli bis September
Juli

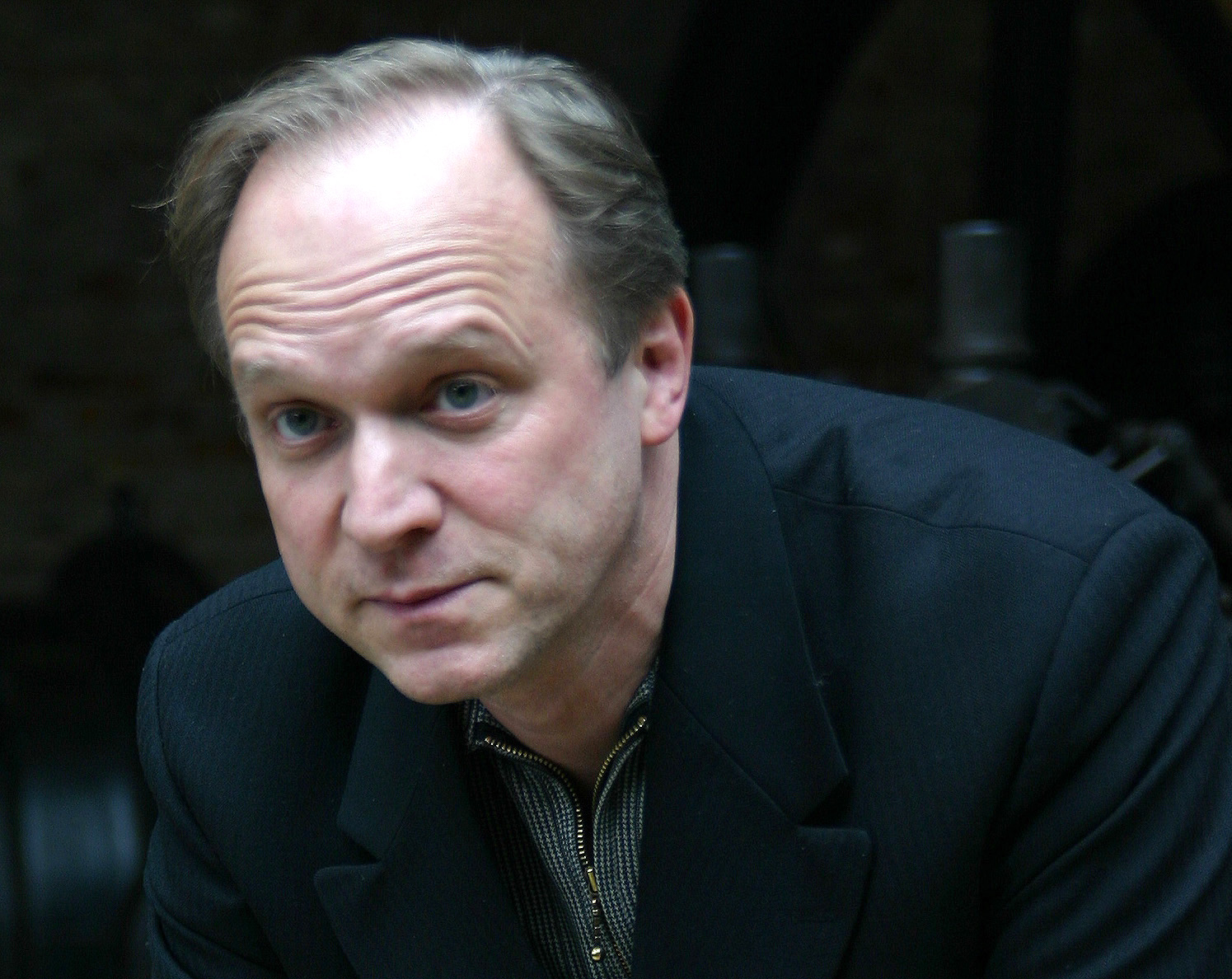
Ulrich Tukur (* 29. Juli)

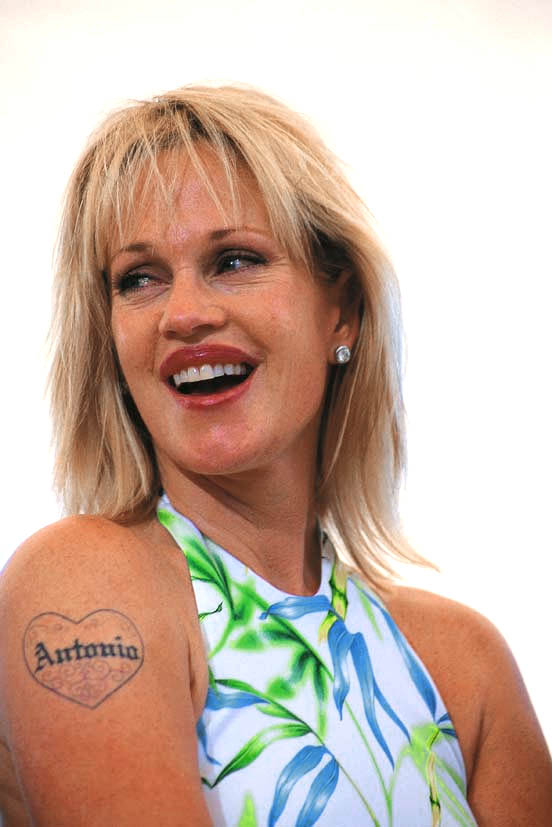
Melanie Griffith (* 9. August)

- 01. Juli: Lisa Blount, US-amerikanische Schauspielerin († 2010)
- 09. Juli: Kelly McGillis, US-amerikanische Schauspielerin
- 12. Juli: Mel Harris, US-amerikanische Schauspielerin
- 13. Juli: Cameron Crowe, US-amerikanischer Regisseur
- 16. Juli: Faye Grant, US-amerikanische Schauspielerin
- 17. Juli: Alexandr Petrov, russischer Regisseur und Animator
- 20. Juli: Donna Dixon, US-amerikanische Schauspielerin
- 21. Juli: Jon Lovitz, US-amerikanischer Schauspieler
- 23. Juli: Rufus Beck, deutscher Schauspieler und Hörspielsprecher
- 25. Juli: Olivia Silhavy, österreichische Schauspielerin
- 26. Juli: Nana Visitor, US-amerikanische Schauspielerin
- 29. Juli: Ulrich Tukur, deutscher Schauspieler
- 29. Juli: Daniel Werner, deutscher Schauspieler und Sprecher
- 30. Juli: Victor Slezak, US-amerikanischer Schauspieler

August
- 01. August: Laura Johnson, US-amerikanische Schauspielerin
- 01. August: Stefan Gubser, schweizerischer Schauspieler
- 05. August: Faith Prince, US-amerikanische Schauspielerin
- 09. August: Melanie Griffith, US-amerikanische Schauspielerin
- 12. August: Isaach De Bankolé, französischer Schauspieler
- 17. August: Tim Bagley, US-amerikanischer Schauspieler
- 18. August: Carole Bouquet, französische Schauspielerin
- 18. August: Denis Leary, US-amerikanischer Schauspieler
- 19. August: Martin Donovan, US-amerikanischer Schauspieler
- 25. August: Simon McBurney, britischer Schauspieler
- 25. August: Kai Taschner, deutscher Schauspieler
- 27. August: Jean-Yves Berteloot, französischer Schauspieler
- 28. August: Rick Rossovich, US-amerikanischer Schauspieler
- 28. August: Daniel Stern, US-amerikanischer Schauspieler

September
- 04. September: Patricia Tallman, US-amerikanische Schauspielerin
- 08. September: Heather Thomas, US-amerikanische Schauspielerin
- 09. September: Rebecca Völz, deutsche Schauspielerin
- 10. September: Kate Burton, US-amerikanische Schauspielerin
- 12. September: Rachel Ward, britische Schauspielerin
- 16. September: Assumpta Serna, spanische Schauspielerin
- 21. September: Hanns-Georg Rodek, deutscher Journalist und Filmkritiker
- 23. September: Suzanne von Borsody, deutsche Schauspielerin und Synchronsprecherin
- 24. September: Brad Bird, US-amerikanischer Regisseur und Drehbuchautor
- 25. September: Michael Madsen, US-amerikanischer Schauspieler († 2025)
- 28. September: Harris Savides, US-amerikanischer Kameramann († 2012)
- 30. September: Fran Drescher, US-amerikanische Schauspielerin

### Oktober bis Dezember
Oktober

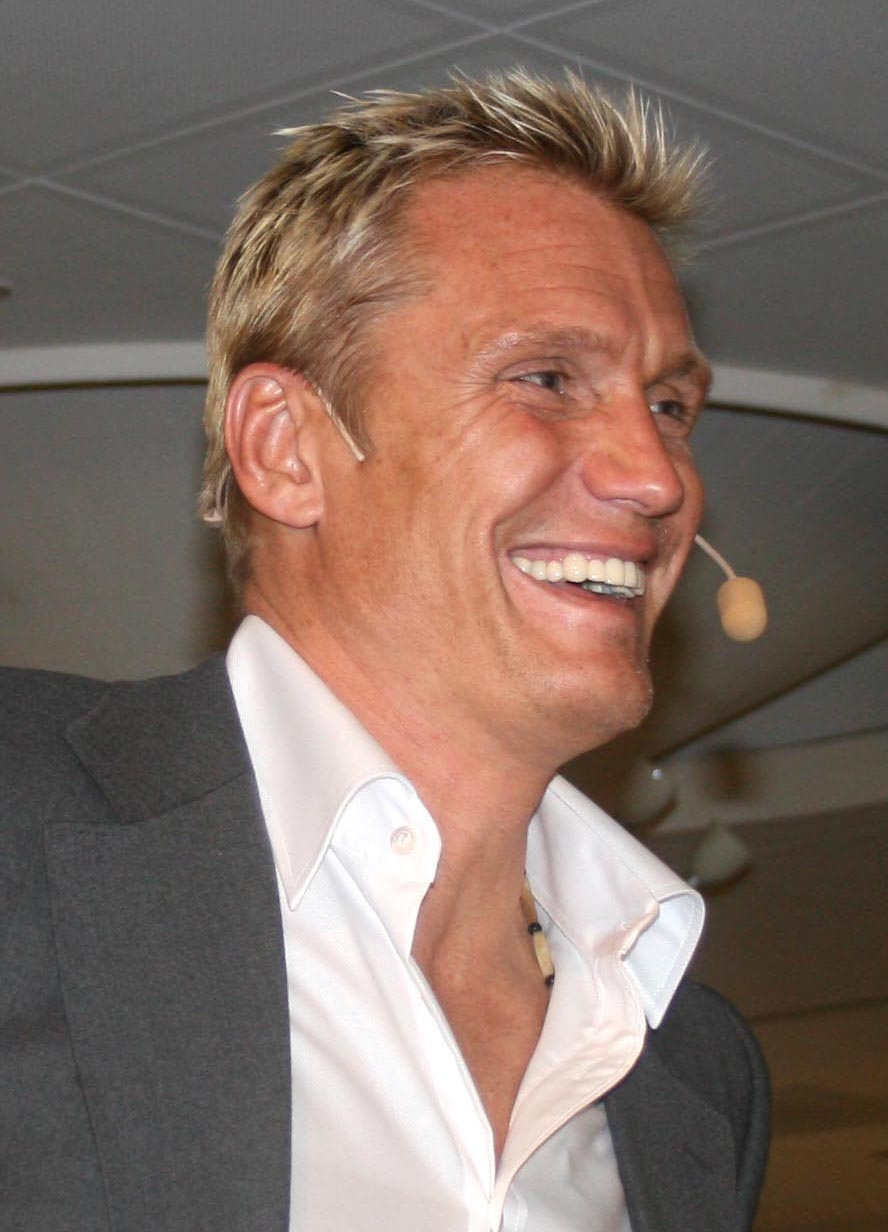
Dolph Lundgren (* 3. November)

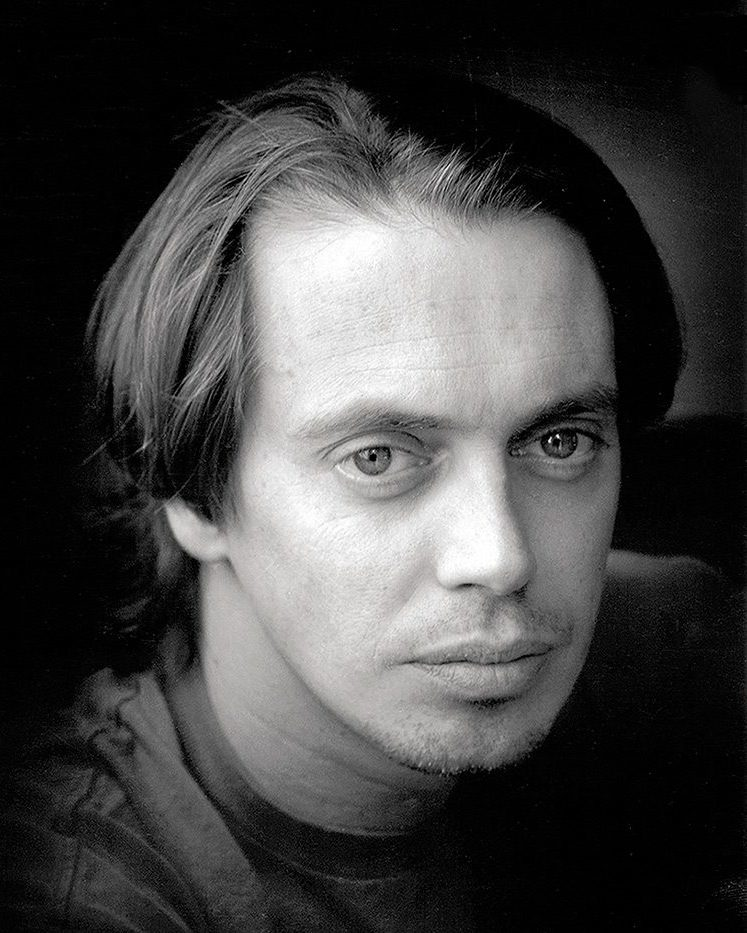
Steve Buscemi (* 13. Dezember)

- 04. Oktober: Bill Fagerbakke, US-amerikanischer Schauspieler
- 05. Oktober: Bernie Mac, US-amerikanischer Schauspieler († 2008)
- 09. Oktober: Stanley Kwan, chinesischer Regisseur
- 11. Oktober: Dawn French, britische Schauspielerin
- 15. Oktober: Mira Nair, indische Regisseurin
- 15. Oktober: Stacy Peralta, US-amerikanischer Regisseur
- 17. Oktober: Lawrence Bender, US-amerikanischer Produzent
- 19. Oktober: William O’Leary, US-amerikanischer Schauspieler
- 27. Oktober: Tsai Ming-Liang, chinesisch-malayischer Regisseur
- 28. Oktober: Christian Berkel, deutscher Schauspieler
- 29. Oktober: Dan Castellaneta, US-amerikanischer Schauspieler
- 30. Oktober: Kevin Pollak, US-amerikanischer Schauspieler

November
- 03. November: Dolph Lundgren, schwedischer Schauspieler
- 06. November: Lori Singer, US-amerikanische Schauspielerin
- 13. November: Hermine Huntgeburth, deutsche Regisseurin
- 17. November: Dani Levy, schweizerischer Regisseur
- 18. November: Marie Colbin, österreichische Schauspielerin
- 20. November: Sophie Lorain, kanadische Schauspielerin
- 24. November: Denise Crosby, US-amerikanische Schauspielerin
- 24. November: Alfons Haider, österreichischer Schauspieler
- 25. November: Ursula Andermatt, Schweizer Schauspielerin († 2022)
- 27. November: Kevin O’Connell, US-amerikanischer Tontechniker
- 27. November: Callie Khouri, US-amerikanische Drehbuchautorin und Regisseurin
- 30. November: Nancy Everhard, US-amerikanische Schauspielerin

Dezember
- 01. Dezember: Lü Yue, chinesischer Kameramann
- 10. Dezember: Michael Clarke Duncan, US-amerikanischer Schauspieler († 2012)
- 12. Dezember: Jon Kenny, irischer Komiker, Schauspieler, Drehbuchautor und Synchronsprecher († 2024)
- 12. Dezember: Robert Lepage, kanadischer Regisseur
- 13. Dezember: Steve Buscemi, US-amerikanischer Schauspieler
- 19. Dezember: Cyril Collard, französischer Regisseur, Schauspieler und Drehbuchautor
- 21. Dezember: Rolf Kanies, deutscher Film- und Theaterschauspieler
- 25. Dezember: Douglas Wolfsperger, deutscher Regisseur

### Tag unbekannt
- Giuseppe Gaudino, italienischer Dokumentarfilmer und Bühnenbildner
- Roberto Giannarelli, italienischer Regisseur

## Verstorbene

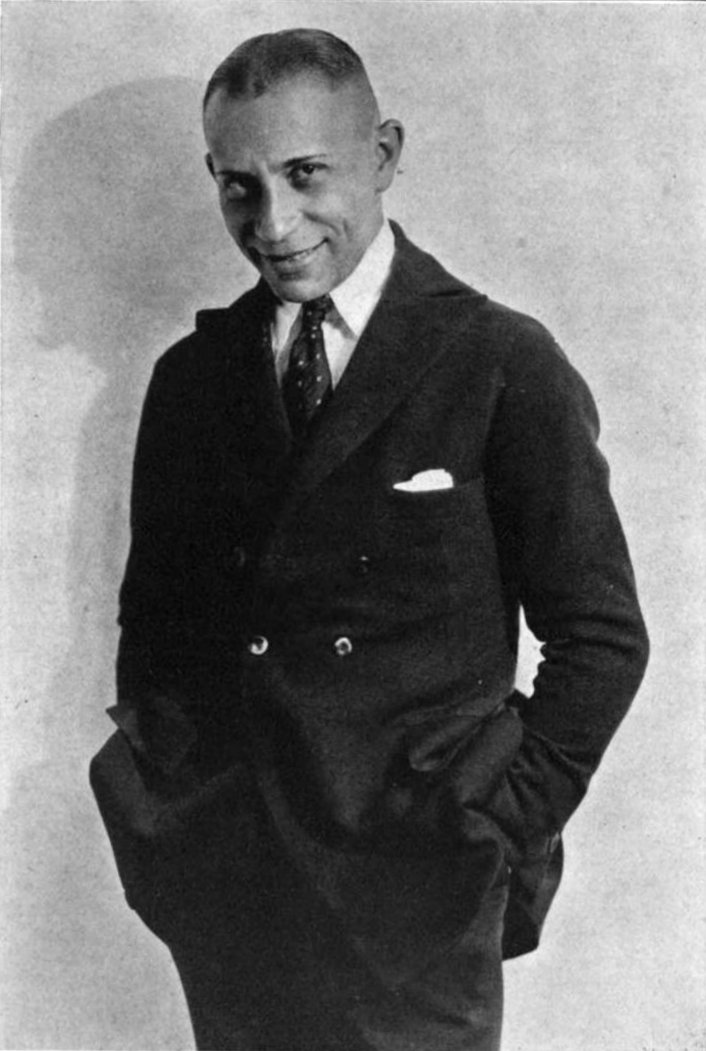
Erich von Stroheim († 12. Mai)

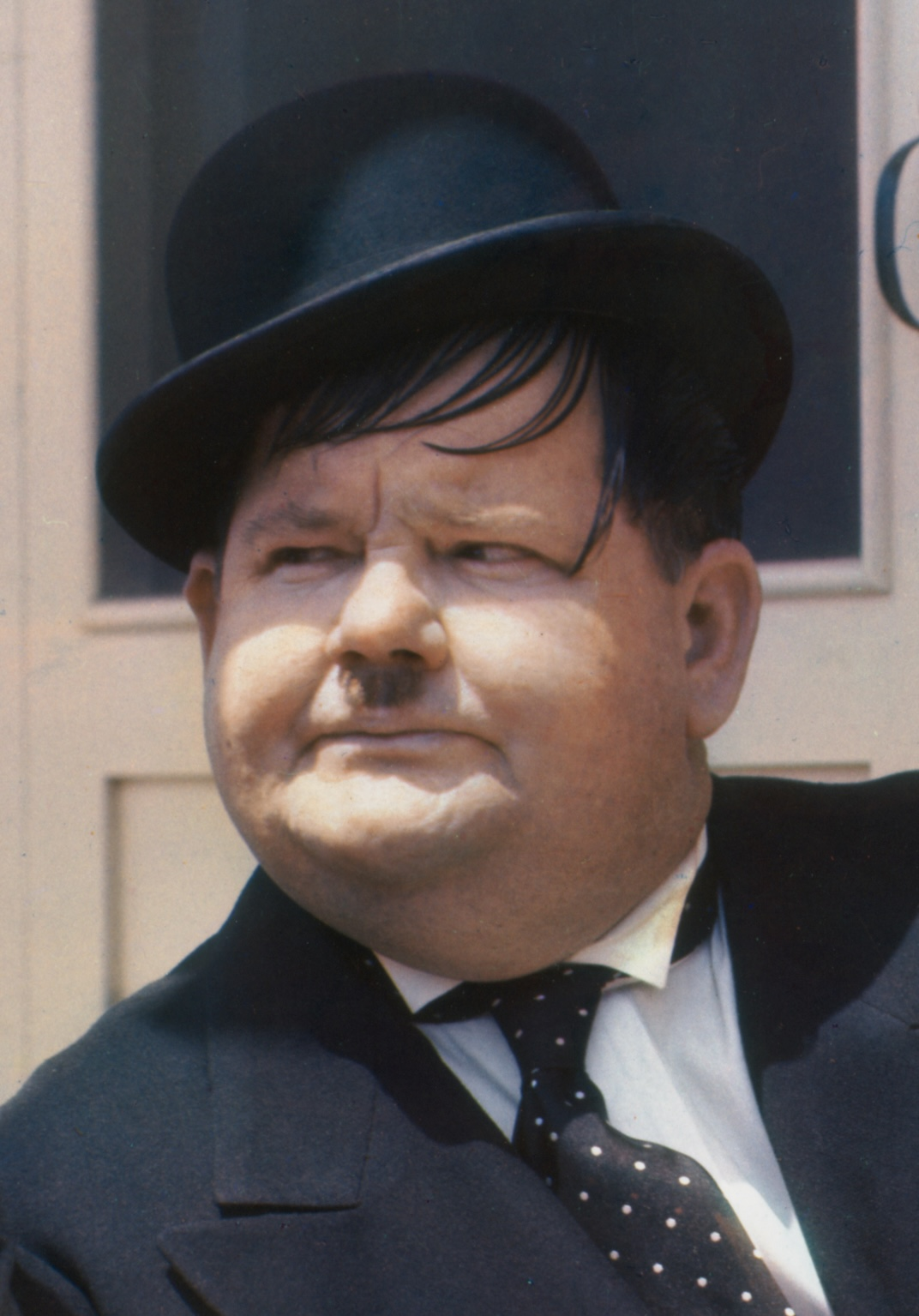
Oliver Hardy († 7. August)

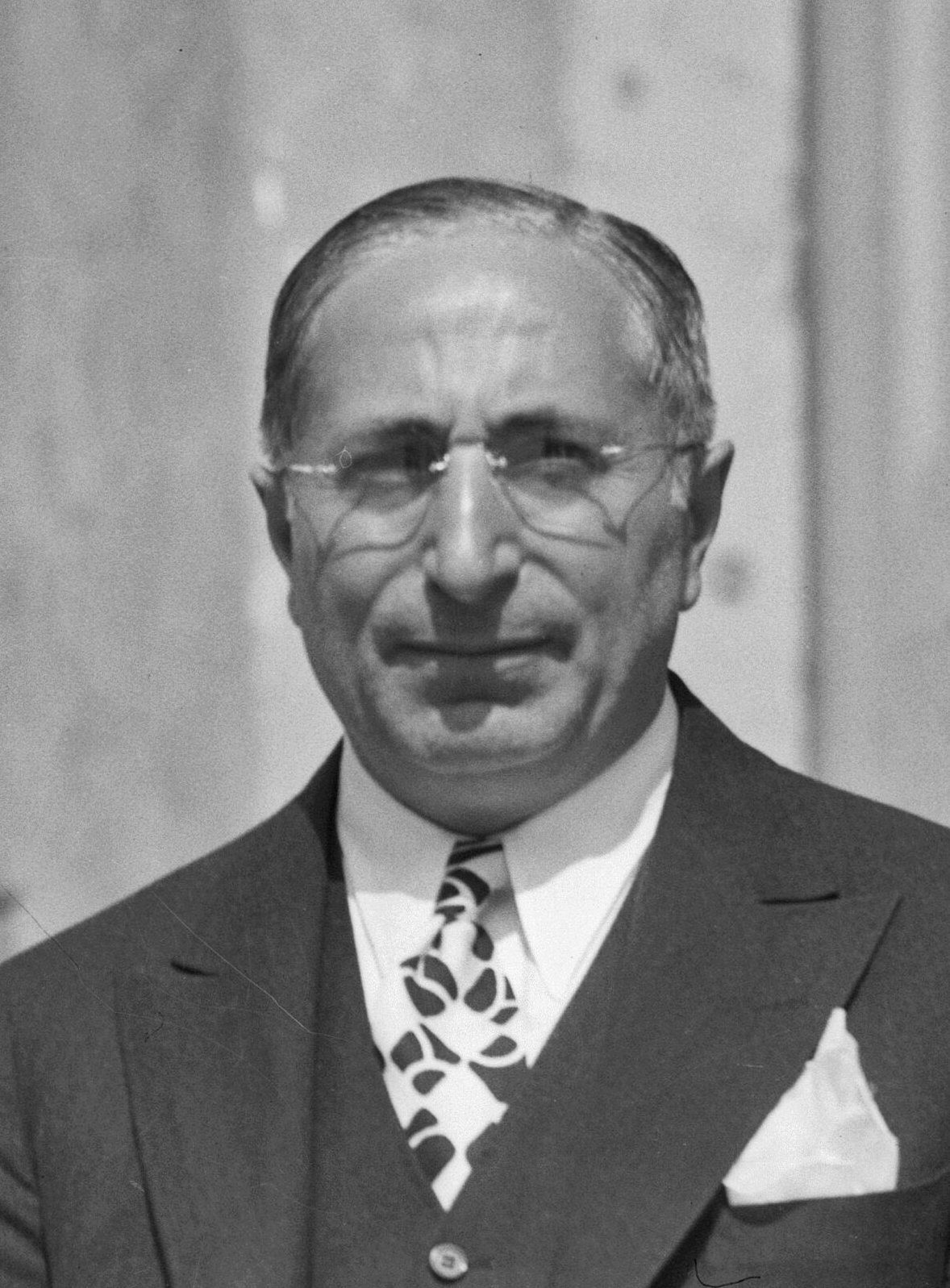
Louis B. Mayer († 29. Oktober)

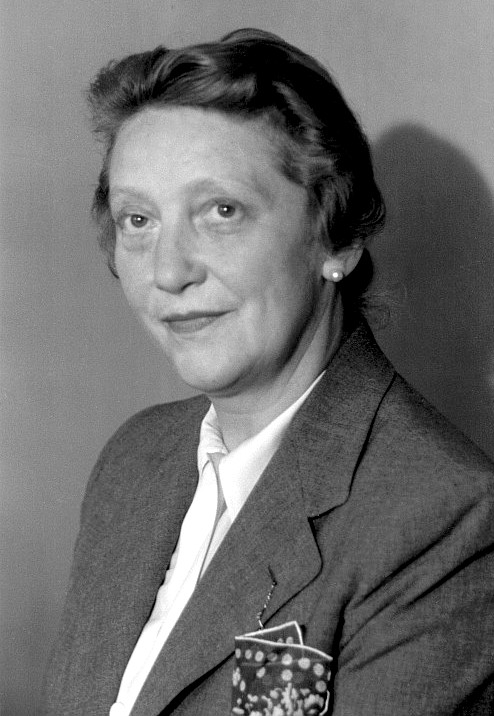
Käthe Dorsch († 25. Dezember)

### Januar bis Juni
- 06. Januar: Viggo Larsen, dänischer Schauspieler und Regisseur (* 1880)
- 14. Januar: Humphrey Bogart, US-amerikanischer Schauspieler (* 1899)
- 26. Januar: Helene Costello, US-amerikanische Schauspielerin (* 1906)

- 04. Februar: Erich Ponto, deutscher Schauspieler (* 1884)

- 05. März: William Cameron Menzies, US-amerikanischer Regisseur und Szenenbildner (* 1896)
- 11. März: Albert Florath, deutscher Schauspieler (* 1888)
- 12. März: Josephine Hull, US-amerikanische Schauspielerin (* 1877)
- 13. März: Paul Bildt, deutscher Schauspieler (* 1885)
- 25. März: Max Ophüls, deutscher Regisseur (* 1902)
- 31. März: Gene Lockhart, kanadischer Schauspieler (* 1891)

- 02. April: Joseph Massolle, deutscher Tontechniker (* 1889)
- 05. April: Gustaf Hedberg, schwedischer Schauspieler (* 1911)
- 08. April: Dorothy Sebastian, US-amerikanische Schauspielerin (* 1903)

- 04. Mai: Katie Johnson, britische Schauspielerin (* 1878)
- 12. Mai: Erich von Stroheim, österreichischer Schauspieler und Regisseur (* 1885)
- 29. Mai: James Whale, britischer Regisseur (* 1889)

- 28. Juni: Kurt Schulz, deutscher Kameramann (* 1912)

### Juli bis Dezember
- 13. Juli: Kurt Vespermann, deutscher Schauspieler (* 1887)
- 24. Juli: Sacha Guitry, französischer Schauspieler und Drehbuchautor (* 1885)

- 04. August: Maria Carmi, italienische Schauspielerin (* 1880)
- 07. August: Oliver Hardy, US-amerikanischer Schauspieler (* 1892)

- 14. September: Alfred Neugebauer, österreichischer Schauspieler (* 1888)
- 18. September: Augusto Genina, italienischer Regisseur (* 1892)

- 18. Oktober: Willy A. Kleinau, deutscher Schauspieler (* 1907)
- 18. Oktober: Rolf Pinegger, deutscher Schauspieler (* 1873)
- 29. Oktober: Louis B. Mayer, US-amerikanischer Produzent (* 1885)

- 02. November: Georg Asagaroff, russischer Regisseur (* 1892)
- 03. November: Charles Brabin, US-amerikanischer Regisseur (* 1883)
- 30. November: Fred F. Sears, US-amerikanischer Regisseur und Schauspieler (* 1913)

- 04. Dezember: Ernst Pröckl, österreichischer Schauspieler und Regisseur (* 1888)
- 13. Dezember: Georg Pahl, deutscher Schauspieler und Hörspielsprecher (* 1893)
- 24. Dezember: Norma Talmadge, US-amerikanische Schauspielerin (* 1894)
- 25. Dezember: Käthe Dorsch, deutsche Schauspielerin (* 1890)